# August Lešnik
August Lešnik (né le 16 juillet 1914 à Zagreb et mort le 24 février 1992 dans la même ville) était un joueur de football croate.